# Ernst Günther Neumann
Ernst Günther Neumann (* 3. Januar 1928 in Hörnitz; † 12. Februar 2021 in Dresden) war ein deutscher Maler und Grafiker.

## Leben und Werk
Neumann studierte nach der Rückkehr aus der Kriegsgefangenschaft von 1948 bis 1952 an der Hochschule für Bildende Künste Dresden bei Max Erich Nicola und Wilhelm Lachnit Malerei und Grafik. Ab 1952 arbeitete er freischaffend in Dresden. Neben Arbeiten im eigenen Auftrag schuf er u. a. baugebundene Werke und gestaltete er internationale Fachausstellungen. Neumann war ein typischer Vertreter des Sozialistischen Realismus dieser Jahre.
Der Berliner Kunstwissenschaftler und Galerist Jochem Pohl stellte fest: „… Mit der Verdrängung seines Meisters Wilhelm Lachnit von der Dresdner Kunstakademie gehörte auch er … zu der gescholtenen Absolventengeneration … Der Vorwurf des Modernismus und Formalismus – ein Gespenst während der noch völlig vom Stalinismus geprägten 50er Jahre – hatte wie ein Bann den Lehrer und die unbeugsamen unter seinen Schülern gleich mitgetroffen. Nicht wenige flüchteten die Drangsalien und gingen außer Landes, manche flüchteten sich in innere Emigration. Zu ihnen gehörte auch E.G.Neumann…“
Neumann war bis 1990 Mitglied des Verbands Bildender Künstler der DDR.
Werke Neumanns befinden sich u. a. in Museen und öffentlichen Sammlungen in Berlin, Dippoldiswalde, Dresden, Stuttgart und im Bergbaumuseum Oelsnitz.
Die Töchter Neumanns, Uta Houfek und Martina Neumann, übergaben 2022 einen Teil des künstlerischen Nachlasses Neumanns zur Sicherung an den Künstlerbund Dresden.

## Ausstellungen (unvollständig)

### Personalausstellungen
- 1984: Meißen, Stadttheater
- 1985: Dresden, Galerie Kunst der Zeit (Malerei, Grafik)
- 1990: Dresden, Haus der Kultur und Bildung
- 1992: Dresden, Galerie Sillack
- 1996: Berlin, Galerie Pohl (mit Manfred Böttcher und Lachnit)
- 1998: Zittau, Galerie Kunstlade
- 1999: Dresden, Galerie Cardium
- 2002: Dresden, Stadtmuseum („Stadtbild“)
- 2003: Dresden, Galerie am Damm
- 2004: Berlin, Galerie Pohl
- 2018: Dresden, Galerie am Damm („Zum 90. Malerei, Grafik“)[4]

### Teilnahme an zentralen und wichtigen regionalen Ausstellungen in der DDR
- 1953: Dresden, Dritte Deutsche Kunstausstellung
- 1972 und 1974: Dresden, Bezirkskunstausstellungen